# Northrop Tacit Blue
Il Northrop Tacit Blue fu un aereo dimostratore tecnologico creato come esempio per un aereo da ricognizione stealth da bassa quota con poca probabilità di essere intercettato dai radar e altri sensori, e per questo avere un'alta probabilità di sopravvivenza.

## Storia

### Sviluppo
Svelato dall'U.S. Air Force il 30 aprile 1996, il Programma di Dimostrazione Tecnologica Tacit Blue fu progettato per realizzare un aereo capace di monitorare continuamente la situazione a terra al di là del campo di battaglia e dare informazioni sul bersaglio in tempo reale al centro di comando terrestre. Il Tacit Blue rappresenta la componente 'nera' di un grande programma, che mira a convalidare il concetto di attacchi di massa in formazioni, armate di munizioni intelligenti. Il dimostratore radar Pave Mover provvede alla porzione non stealth del programma di puntamento, dove il Tacit Blue era inteso per dimostrare una capacità simile, ma stealth.
Il Tacit Blue, soprannominato "la balena", era caratterizzato da una coda a V, una fusoliera ricurva e da una presa d'aria posizionata in cima alla stessa, per fornire aria ai due propulsori. Il Tacit Blue impiegava un quadruplo sistema di controllo di volo digitale ridondante fly-by-wire per aiutare a stabilizzare l'aereo sulla sua asse longitudinale e direzionale.
La tecnologia di sensori sviluppati per il Tacit Blue è ora usata nell'aereo E-8 Joint STARS.

### Impiego operativo
L'aereo compì il suo primo volo nel febbraio 1982, e successivamente fece altri 135 voli in un periodo di tre anni. L'aereo ha volato per tre o quattro volte alla settimana e spesso più di una volta al giorno. Dopo aver speso circa 250 ore di volo, l'aereo venne messo in deposito nel 1985. Nel 1996, il Tacit Blue venne messo in mostra al National Museum of the United States Air Force della Wright Patterson Air Force Base, vicino Dayton, Ohio. Il Tacit Blue è visibile nell'Hangar Presidenziale, situato in lontananza dall'esposizione principale del museo.